# William Holmes
William Bill Holmes (nascido em 14 de janeiro de 1936) é um ex-ciclista britânico, ativo como profissional entre 1963 e 1968.
Como um ciclista amador, participou em dois Jogos Olímpicos.
Em 1956, em Melbourne, ele ganhou uma medalha de prata na prova de estrada por equipes, juntamente com Alan Jackson e Stan Brittain. Na corrida individual, foi o décimo quarto.
Em 1960, em Roma, não teve tanta sorte, terminando na décima quarta posição no contra o relógio por equipes e em trigésimo sétimo na corrida individual.